# درد سرطان

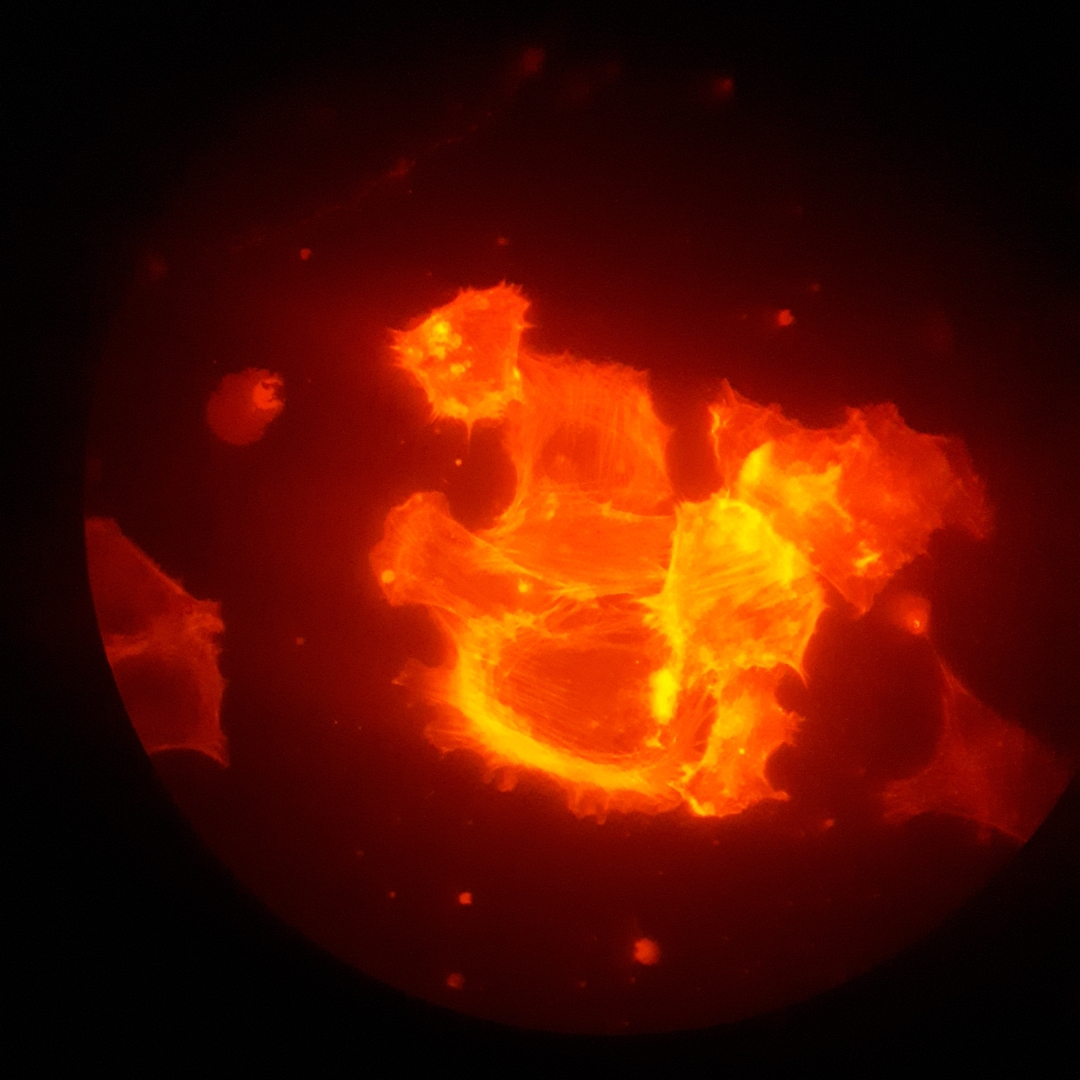
سلول‌های سرطانی رشد کرده

درد سرطان (انگلیسی: Cancer pain) می‌تواند ناشی از تحت فشار یا نفوذ قرار گرفتن بخش‌های بدن، به منظور انجام فرایندهای تشخیصی و درمانی، یا تحت تأثیر قرار گرفتن پوست، عصب یا سایر موارد همراه با عدم تعادل هورمونی یا واکنش ایمنی ایجاد شود. به عبارت دیگر، عامل دردهای مزمن (دیرپا) بیماری سرطان و عامل دردهای گذرا (کوتاه مدت) فرایندهای درمانی یا تشخیصی است. با این وجود، پرتودرمانی و شیمی‌درمانی نیز پس از اتمام درمان، می‌توانند به ایجاد دردهای طولانی مدت منجر شوند.
وجود درد، در واقع به محل سرطان و مراحل درمان بیماری بستگی دارد. تقریباً نیمی از تمامی بیماران مبتلا به سرطان به‌طور دائم احساس درد دارند؛ و دو سوم بیمارانی که با سرطان پیشرفته دست به گریبان هستند، شدت درد به حدی است که خواب، روان، روابط اجتماعی و تمامی فعالیت‌های روزمره زندگی آنان را تحت تأثیر قرار می‌دهد.